# Metaphidippus fastosus
Metaphidippus fastosus är en spindelart som beskrevs av Arthur M. Chickering 1946. Metaphidippus fastosus ingår i släktet Metaphidippus och familjen hoppspindlar. Inga underarter finns listade i Catalogue of Life.